# Francesco Rais
Francesco Rais (Serramanna, 16 aprile 1940) è un politico e funzionario italiano.

## Biografia
Svolse tutta la carriera politica nelle file del PSI, dal 1970 al 74 fu assessore al comune di Cagliari. Venne eletto consigliere regionale dal 1974 al 1987 ricoprendo anche l'incarico di assessore al lavoro e di quello alla sanità. Dal 1980 al 1982 è stato presidente della giunta regionale e successivamente presidente del consiglio regionale sardo. Eletto deputato nella X Legislatura sempre nel partito guidato da Bettino Craxi, si dimise nel 1991 per incompatibilità di carica in quanto nominato presidente del Credito Industriale Sardo, fu sostituito da Raffaele Farigu.